# Rawon (plat)

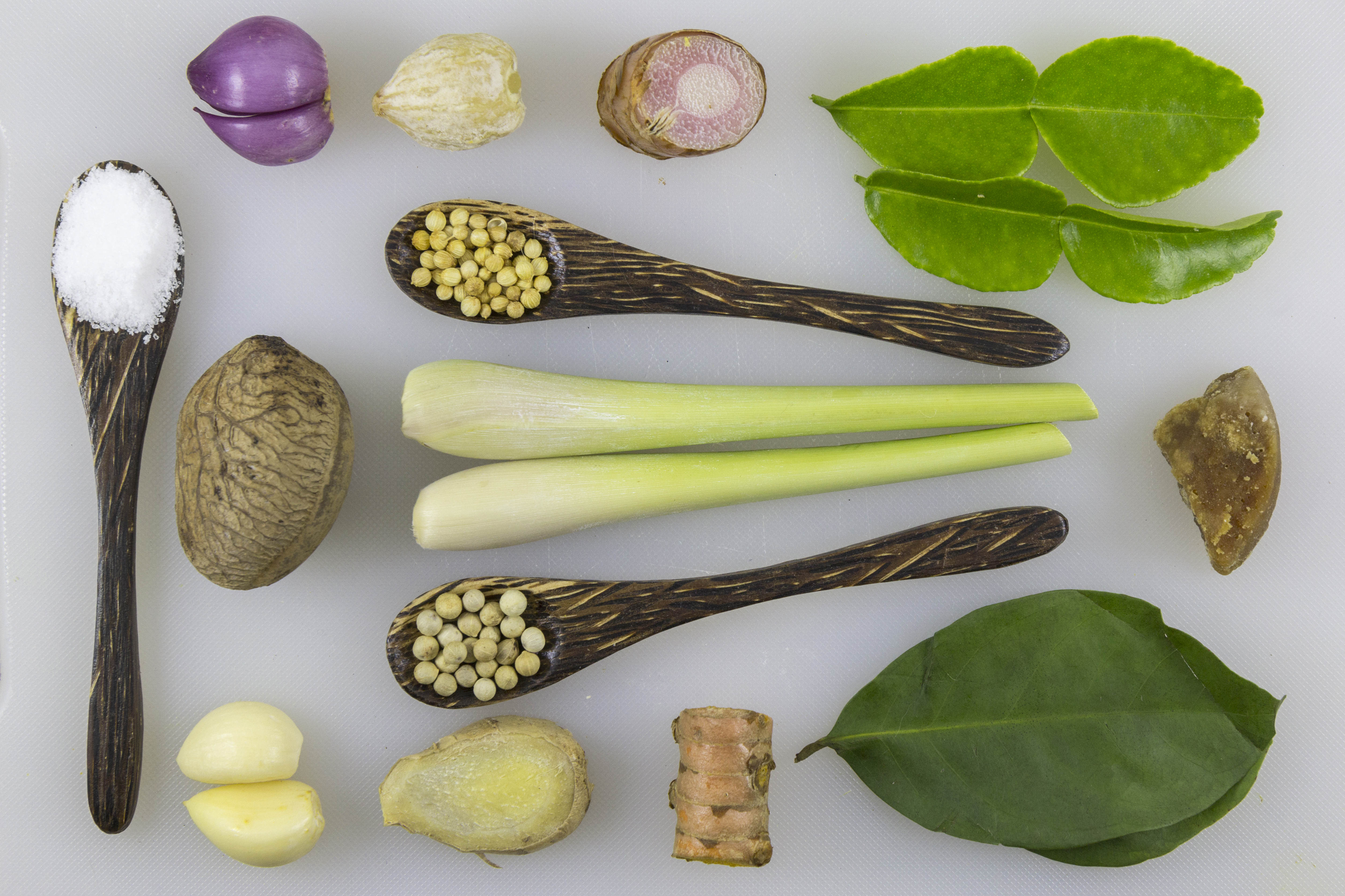
Épices qui entrent dans la recette d'un rawon : sucre, ail, échalotes, keluk, pucung ou pucing (voir Pangium edule), candlenut (une huile de noix, voir Aleurites moluccanus), coriandre, poivre, citronnelle, gingembre, kencur, galangal, sucre de palme, feuilles de chaux et feuilles de laurier (juillet 2021).

Le rawon ou nasi rawon (lorsqu'il est servi avec du riz) est une soupe noire traditionnelle indonésienne de bœuf. Originaire de Surabaya dans la province d'Indonésie de Java oriental. Elle utilise des noix de keluak (fruits du Pangium edule) comme ingrédient principal, ce qui lui donne son goût et sa couleur caractéristique.
La soupe est faite d'un mélange d'ail, d'échalotes, de keluak, de gingembre, de noix des Moluques, de curcuma, de piment rouge et de sel, le tout sauté dans l'huile. Le mélange est ainsi broyé dans un bouillon de bœuf avec de l'émincé de bœuf. De la citronnelle, du galanga, du piment rouge, des herbes aromatiques, des feuilles de combava et du sucre sont ajoutés en assaisonnement.
La soupe peut-être garnie d'oignons frais et d'échalotes frites, et servie avec du riz, de jeunes pousses de haricots, des œufs saumurés, des chips de crevettes et du sambal.